# Rapporto di mescolanza
Il rapporto di mescolanza è il rapporto tra la massa mv di vapore acqueo e la massa ms d'aria secca contenute in una certa massa d'aria umida m (miscela aria-vapore acqueo):
{\displaystyle r={\frac {m_{v}}{m_{s}}}}
Generalmente s'intende come un rapporto tra i chilogrammi di vapore acqueo e i chilogrammi di aria secca. Dato però che la massa di vapore totale contenuta nell'atmosfera è generalmente bassa, il rapporto di mescolanza si esprime spesso in grammi di vapore acqueo per chilogrammo d'aria secca. Per esempio se vi sono 5 g di vapore acqueo in 1 kg di aria umida:
{\displaystyle r={\frac {5}{0,995}}\;{\frac {g}{kg}}=5,025\;{\frac {g}{kg}}}
Tale rapporto può essere espresso anche così:
{\displaystyle Rapporto\ di\ mescolanza={0.622\cdot Pressione\ di\ vapore \over Pressione\ atmosferica-Pressione\ di\ vapore}}